# Clastobryum pungens
Clastobryum pungens là một loài Rêu trong họ Sematophyllaceae. Loài này được (Müll. Hal.) Tixier mô tả khoa học đầu tiên năm 1977.